# Out Run (серия игр)
OutRun (яп. アウトラン Ауто Ран) — серия видеоигр в жанре автосимулятор. Игры серии разрабатывались компаниями Sega AM2, Probe Software, AM1, SIMS Co., Ltd. и Sumo Digital и издавались Sega, а также Microsoft Game Studios, U.S. Gold и Data East.

## Игровой процесс
Игрок должен на машине марки Ferrari проехать с девушкой маршрут за определённое время. Имеется выбор развилок, которая даёт игроку возможность выбрать один из двух путей (кроме игр Turbo OutRun и Battle Out Run).
Начиная с игры OutRun 2, в серии можно выполнять задания девушки-пассажира.

## Игры

### Основная серия
- Out Run — первая игра серии, выпущенная в 1986 году для аркадного автомата, позднее выпущена для других игровых консолей и ПК. Игра была одним из аркадных хитов, и считается одной из лучших гоночных игр для аркадных автоматов. Её популярность была вызвана инновационным движком, графикой, возможностью выбора музыки и пути движения. На Sega Master System существовала также специальная версия Out Run, использующая 3D-очки.
- OutRun 2 — сиквел Out Run, выпущенный через 17 лет после предыдущей части, в 2003 году для аркадного автомата и в 2004 году для консоли Xbox. Игра имеет трёхмерную графику, впервые появившеюся в серии. Существует две обновлённых версии игры — OutRun 2 SP и OutRun 2 SP DX/SDX. Первая была портирована на консоль PlayStation 2 и продавалась только на японском рынке.

### Спин-оффы
- Battle Out Run — игра для консоли Sega Master System, выпущенная в 1989 году. Несмотря на то, что игра входит в серию OutRun, по геймплею она мало с ней связана. Главная цель игры — таранить преступников. За это игрок получает очки и может модернизировать машину.
- Turbo OutRun — игра, выпущенная в 1989 году для аркадного автомата и позже для компьютеров Atari ST, Commodore C64, Commodore Amiga, ZX Spectrum, Amstrad CPC, PC DOS, FM Towns и консоли Sega Mega Drive. Игрок управляет машиной Ferrari F40 и вместе с соперником на Porsche 959 должен проехать по территории США от Нью-Йорка до Лос-Анджелеса. В отличие от игры Out Run, в Turbo OutRun отсутствуют развилки.
- Out Run Europa — единственная игра серии, к разработке и изданию которой не была причастна Sega. Разработана компанией Probe Software и выпущена U.S. Gold для компьютеров Amiga, ZX Spectrum, Amstrad CPC, Atari ST, Commodore 64 и приставок Game Gear и Sega Master System в 1991 году. Действие игры происходят в Европе; цель игрока — убежать от полиции используя различные транспортные средства: от стандартных спортивных автомобилей, таких как Ferrari и Porsche, до мотоцикла и скутера. Присутствует также оружие.
- OutRunners — игра, разработанная AM1 и выпущенная в 1992 году Sega. По геймплею игра похоже на Out Run, возвратив на дорогу развилки. Эта игра была наиболее успешной для автомата Sega System Multi 32 и последней успешной двумерной игрой Sega.
- Out Run 2019. Игра была разработана компанией SIMS Co., Ltd. и издана Sega в 1993 году эксклюзивно для игровой консоли Sega Mega Drive. В 2005 году игра была переиздана компанией Radica Games в виде отдельного игрового устройства — Play TV Legends Outrun 2019. Действие игры происходит в будущем и игрок управляет высокоскоростным автомобилем, оборудованным ракетным ускорителем.
- OutRun 2006: Coast 2 Coast — фактический порт игры OutRun 2 выпущенный для Xbox, PlayStation 2, PlayStation Portable для ПК в 2006 году.
- OutRun Online Arcade — игра для сервисов PlayStation Network и Xbox Live. Выпущена в 2009 году. В настоящее время игры была удалена из PlayStation Network и в декабре 2011 года её удалили и из Xbox Live в связи с истечением срока контракта Sega с Ferrari.